# Termas romanas de San Baudilio

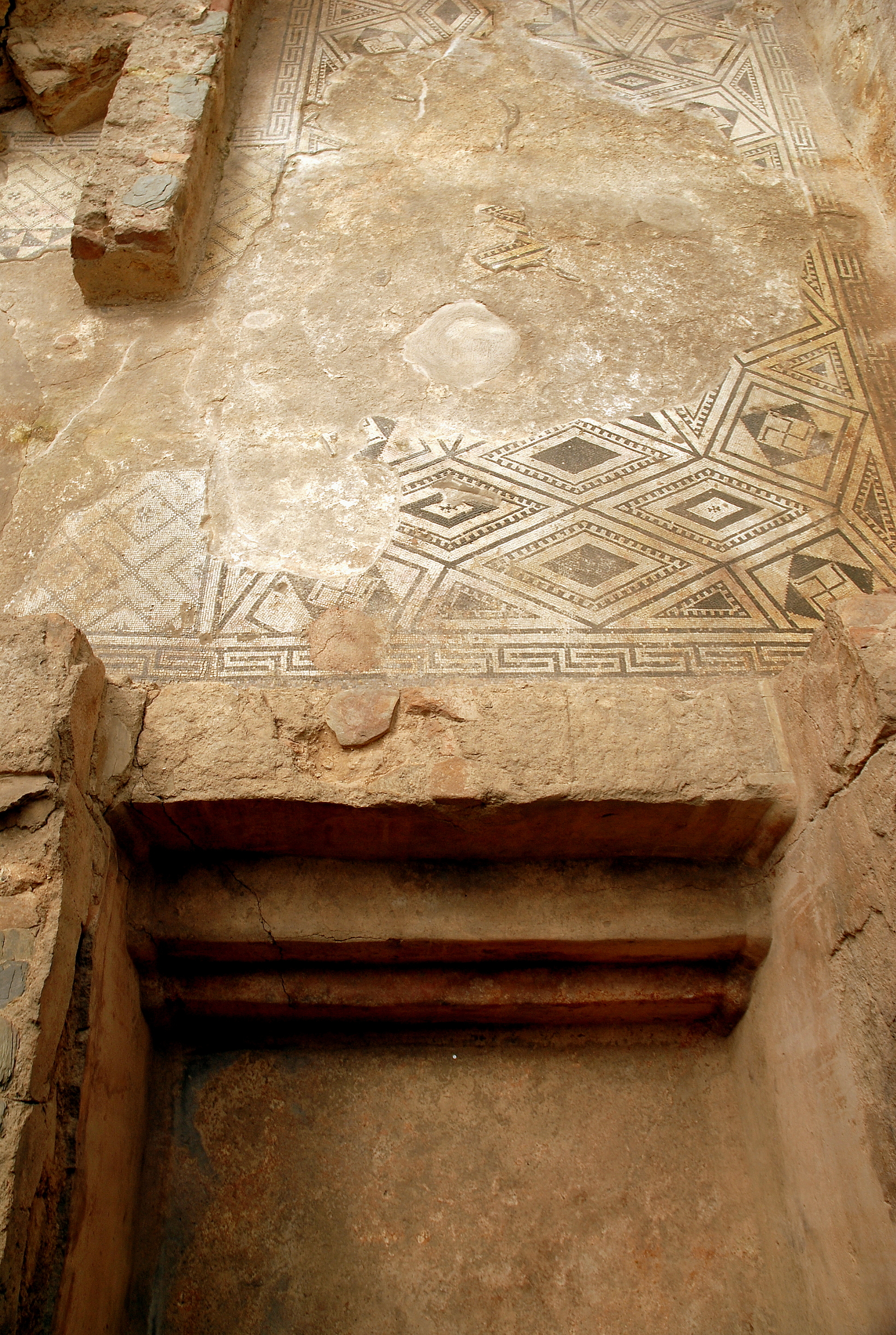
Restos de mosaicos de las termas romanas de San Baudilio de Llobregat

Las Termas romanas de San Baudilio de Llobregat se encuentran en esta ciudad barcelonesa. En las termas había dos recintos: la palestra, donde se realizaban ejercicios físicos y los baños públicos. Estaba constituido por dos edificios conjuntos:
- Uno era el de las aguas frías (apodyterium, frigidarium y cella piscinalis).
- Otro era para las aguas calientes (tepidarium, sudatorium y caldarium).

Este conjunto arqueológico forma parte en la actualidad del Museo de San Baudilio de Llobregat.

## Situación
Se encuentran en San Baudilio de Llobregat, (provincia de Barcelona, España). Más concretamente, en el casco antiguo del municipio (cerca del Ayuntamiento, la estación de los ferrocarriles y la sede principal del Museo de San Baudilio de Llobregat en Can Barraquer). Se sitúan exactamente en la Avenida Maria Girona, esquina Carrer del Hospital.

## Historia
Las termas romanas se construyeron a finales del siglo II a. C., época de esplendor en la zona. Los baños continuaron en uso hasta el siglo V d. C.
En el siglo XVII se construyó una masía encima, lo que facilitó su conservación. En 1953 se descubrieron las termas. En 1959 la Diputación de Barcelona promovió la construcción de un edificio para proteger los restos, que están muy bien conservados, considerándose las termas mejor conservadas de España y unas de las mejor conservadas de Europa.
Eran un conjunto de cámaras o habitaciones de baño dotadas de un sistema de calefacción llamado hipocausto. En este caso, las termas no eran públicas, al contrario, eran privadas, lo que significa que estaban destinadas a los baños personales de la familia dueña de una villa. Todo el conjunto arquitectónico estaba integrado en una villa romana, de la cual todavía se está descubriendo gran parte de ella mientras que otra parte todavía no ha visto la luz.

## Salas de baño
Apodyterium: en esta sala, los bañistas se desnudaban por completo y dejaban su ropa en un tipo de estantería donde dejaban a cargo de sus pertenencias a los esclavos de la familia. En este caso, los esclavos también vigilaban que no entrara nadie que no perteneciera a la familia. Antes de iniciar los baños, los bañistas se calzaban con unas zapatillas de madera con el fin de no quemarse la planta de los pies a causa del sistema de calefacción que estaba justo debajo del suelo.